# Talal Abdullah
Talal Abdullah (Arabic:طلال عبد الله) (sinh ngày 28 tháng 3 năm 1994) là một cầu thủ bóng đá người Các Tiểu vương quốc Ả Rập Thống nhất. Hiện tại anh thi đấu cho Al Hamriyah.